# Ana Dorotea de Sajonia-Weimar

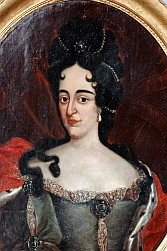
Princesa-Abadesa Ana Dorotea.

La duquesa Ana Dorotea de Sajonia-Weimar (12 de noviembre de 1657 - 24 de junio de 1704) reinó como princesa-abadesa de Quedlinburg desde 1684 hasta su muerte.
Nacida en Weimar, la duquesa Ana Dorotea era la hija del duque Juan Ernesto II de Sajonia-Weimar, y de Cristina Isabel de Holstein-Sonderburg.
Su padre decidió que debería seguir una carrera eclesiástica cuando todavía era una niña. Desde 1681 hasta 1684, Ana Dorotea fue preboste de los monasterios de Quedlinburg. A la muerte de la Princesa-Abadesa Ana Sofía II, Ana Dorotea fue elegida para sucederla, aunque no sin dificultades que requirieron la intervención del guardián de la abadía-principado y también miembro de la familia Wettin, el Elector Juan Jorge III de Sajonia. El Elector consintió en su elección el 4 de septiembre de 1684 y el emperador del Sacro Imperio Leopoldo I la confirmó el 29 de enero de 1685.
En 1698, Federico Augusto I, quien sucedió en el Electorado de Sajonia en 1694 y había sido elegido rey de Polonia en 1697, se encontró con necesidad de dinero ya que la elección le había costado una fortuna. El rey de Polonia por lo tanto decidió vender sus derechos de custodia de la abadía-principado al Elector Federico III de Brandeburgo. El cambio no fue bienvenido para los ciudadanos de Quedlinburg ni para la Princesa-Abadesa, ya que llevaba a la disminución de su poder y a la pérdida de muchas posesiones de la abadía-principado. La princesa-abadesa protestó contra la venta y rechazó reconocer al elector de Brandeburgo como el nuevo guardián de la abadía-principado hasta que la ocupación militar el mismo año le obligó a hacerlo. Como muchos de sus predecesores, a menudo entró en conflicto con el Consejo de la Ciudad de Quedlinburg y su guardián.
Ana Dorotea sufrió de mala salud en 1703 y fue a Carlsbad a recuperarse, pero sin éxito. Murió al año siguiente. Es enterrada en Weimar.